# Sonneberg
Sonneberg est une ville située en République fédérale d'Allemagne dans le Land de Thuringe. Elle est le chef-lieu de l'arrondissement de Sonneberg.

## Géographie

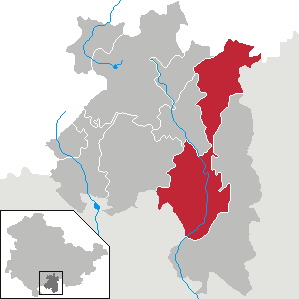
Situation de Sonneberg dans son arrondissement

Sonneberg est situé au sud de la Thuringe, à la frontière avec la Bavière, et fait partie de la région de Franconie. Il est traversé par la rivière Röthen.

## Histoire
| Appartenances historiques Comté d'Henneberg-Schleusingen 1317–1353 Landgraviat de Thuringe 1353–1482 Électorat de Saxe 1482-1547 Duché de Saxe 1547-1572 Duché de Saxe-Cobourg-Eisenach 1572-1596 Duché de Saxe-Cobourg 1596–1633 Duché de Saxe-Eisenach 1633–1638 Duché de Saxe-Altenbourg 1638–1672 Duché de Saxe-Gotha 1672–1680 Duché de Saxe-Cobourg 1680–1735 Duché de Saxe-Meiningen 1735–1918 République de Weimar 1918–1933 Reich allemand 1933–1945 Allemagne occupée 1945–1949 République démocratique allemande 1949–1990 Allemagne 1990–présent |

Sonneberg est connue comme la « ville mondiale du jouet » ou l'« atelier du père noël » - ce que nous rappelle aujourd'hui le musée allemand du jouet (de) - et en astronomie grâce à l'observatoire de Sonneberg fondé en 1925.
Pendant la guerre froide, et en particulier entre l'édification et la chute du rideau de fer, qu'Ulbricht en 1961 appelait "antifaschistische Schutzwall" (Protection antifasciste), Sonneberg fut une ville-frontière en face de Coburg, en RFA, dans le Land de Bavière. Le Rideau de Fer avait donc séparé quasi-hermétiquement les deux villes.

## Personnalités
- Reinhard Häfner, footballeur est-allemand
- Cuno Hoffmeister, astronome
- Detlef Ultsch, judoka